# Ingolfamento
L'ingolfamento si verifica quando un motore a combustione interna viene alimentato con una quantità eccessiva di carburante, il quale va a bagnare le candele pregiudicandone il funzionamento e impedendo l'accensione della miscela stessa; un motore in queste condizioni non è quindi in grado di avviarsi finché la miscela non viene spurgata o consumata.

## Spiegazione e cause
L'ingolfamento è un problema abbastanza comune per i mezzi a carburatore mentre i veicoli ad iniezione ne sono quasi immuni; alcune possibili cause dell'ingolfamento sono:
- miscela troppo grassa (eccesso di benzina rispetto all'aria);
- utilizzo ripetuto del comando del gas a motore spento;
- una temperatura del motore eccessiva può causare l'evaporazione ed il successivo deposito nei collettori di parte del carburante (il che porta ad un superamento del limite di esplosività superiore).

Una forma più grave di ingolfamento avviene quando una quantità eccessiva di carburante liquido entra nella camera di combustione; ciò riduce il volume a vuoto della camera e al contempo la rende più pesante, ostacolando il funzionamento dello starter. In questi casi, possono anche verificarsi dei seri danni al motore causati da una compressione eccessiva e/o dalla diluizione di parte dell'olio lubrificante ad opera della benzina.

## Rimedi
Per prima cosa, è prudente verificare lo stato delle candele dato che su di esse potrebbero esserci dei depositi di benzina i quali impedirebbero il formarsi della scintilla pregiudicando così ogni tentativo di accensione. Dopo aver pulito o eventualmente sostituito le candele, si può procedere.
Per i mezzi a carburatore, in caso di motore ingolfato bisogna aprire completamente il gas e tentare di avviare il motore non azionando lo starter; questo permette il massimo afflusso di aria possibile, il che fa defluire il carburante in eccesso nei collettori di scarico dove viene espulso.
Nei motori ad iniezione invece, bisogna tentare di avviare il mezzo senza utilizzare il comando del gas: in questo modo la centralina sarà in grado di scegliere il giusto rapporto aria/benzina, andando a bilanciare l'eccesso di carburante. L'utilizzo dell'acceleratore causa invece solo il peggioramento del problema, dato che così facendo si stimola l'immissione di altro carburante nel motore.